# Cairnsichthys rhombosomoides
Cairnsichthys rhombosomoides – gatunek słodkowodnej ryby aterynokształtnej z rodziny tęczankowatych (Melanotaeniidae). Osiąga 6–8,5 cm długości. Jest endemitem Australii występującym wyłącznie w stanie Queensland.